# Puerto Arica
Puerto Arica è un distretto dipartimentale della Colombia facente parte del dipartimento di Amazonas.